# 薄大勝
薄 大勝（うすき　ともかつ、1974年10月1日 - ）は、日本のプロゴルファー。フリー。
大阪府出身。日本大学ゴルフ部出身。2002年JPGA入会。